# Charge (Einheit)
Charge war eine Masseneinheit in der Schweiz und wurde als Brennölmass verwendet. In Frankreich und den Niederlanden war es ein allgemeines Handelsgewicht.
- Schweiz 1 Charge = 126,695 Gramm
- Frankreich 1 Charge = 3 Quintaux = 146,852 Gramm
- Niederlande 1 Charge = 2 Ballen = 187,464 Gramm